# Георгиева, Невена
Невена Николова «Дуня» Георгиева (макед. Невена Николова Георгиева-Дуња; ; 25 августа 1925, Скопье — 16 декабря 1942, Nezhilovo, Чашка) — югославская македонская революционерка, деятельница молодёжного, профсоюзного и рабочего движения в Северной Македонии во время Югославии; партизанка 1-го Скопьевского партизанского отряда в годы Народно-освободительной войны Югославии (вступила в отряд в возрасте 16 лет) и первая женщина в македонском партизанском движении.

## Биография
Родилась 25 июля 1925 года в Скопье. В югославском партизанском антифашистском движении с 22 августа 1941 года, когда вошла в Скопьевский партизанский отряд. В ноябре 1941 года после расформирования отряда перебралась в Велес, а оттуда в Струмицу. Помогала готовить Струмицкий партизанский отряд летом 1942 года. В мае 1942 года заочно приговорена судом оккупационных властей за антигосударственную деятельность к 7 годам лишения свободы строгого режима. В сентябре 1942 года стала членом Велесского партизанского отряда имени Димитара Влахова.
16 декабря 1942 года болгарская полиция и болгарские античетницкие отряды в местечке Нежилово схватили Невену Георгиеву, которая была тяжело ранена в бою, и обезглавили. Отрубленную голову посадили на кол и пронесли по деревням, чтобы внушить страх и ужас народу, а для большего эффекта установили голову у одного из домов в центре Велеса.

## Память
- Невена Георгиева стала героиней ряда песен, в том числе «По поле одат аргати» и «Пуста останала таја контра чета»[5]
- Имя Невены Георгиевой присвоено начальным школам в местечках Кисела-Вода и Нежилово, а также общежитию в Скопье.
- В Женском-парке установлена мемориальная табличка
- В 1969 году во дворе школы в Кисела-Воде и в 1978 году у общежития Скопье были установлены бюсты Невены Георгиевой[6]. В 2014 году неизвестными лицами был разбит памятник Невене у общежития[7][8], а в 2016 году похищен другой памятник со двора училища в Кисела-Воде[9].
- В 2013 году в Нежилово открыта мемориальная табличка[10].

## Награды
- Орден «За военные заслуги» (22 июля 2022 года, посмертно)[11]

## Галерея

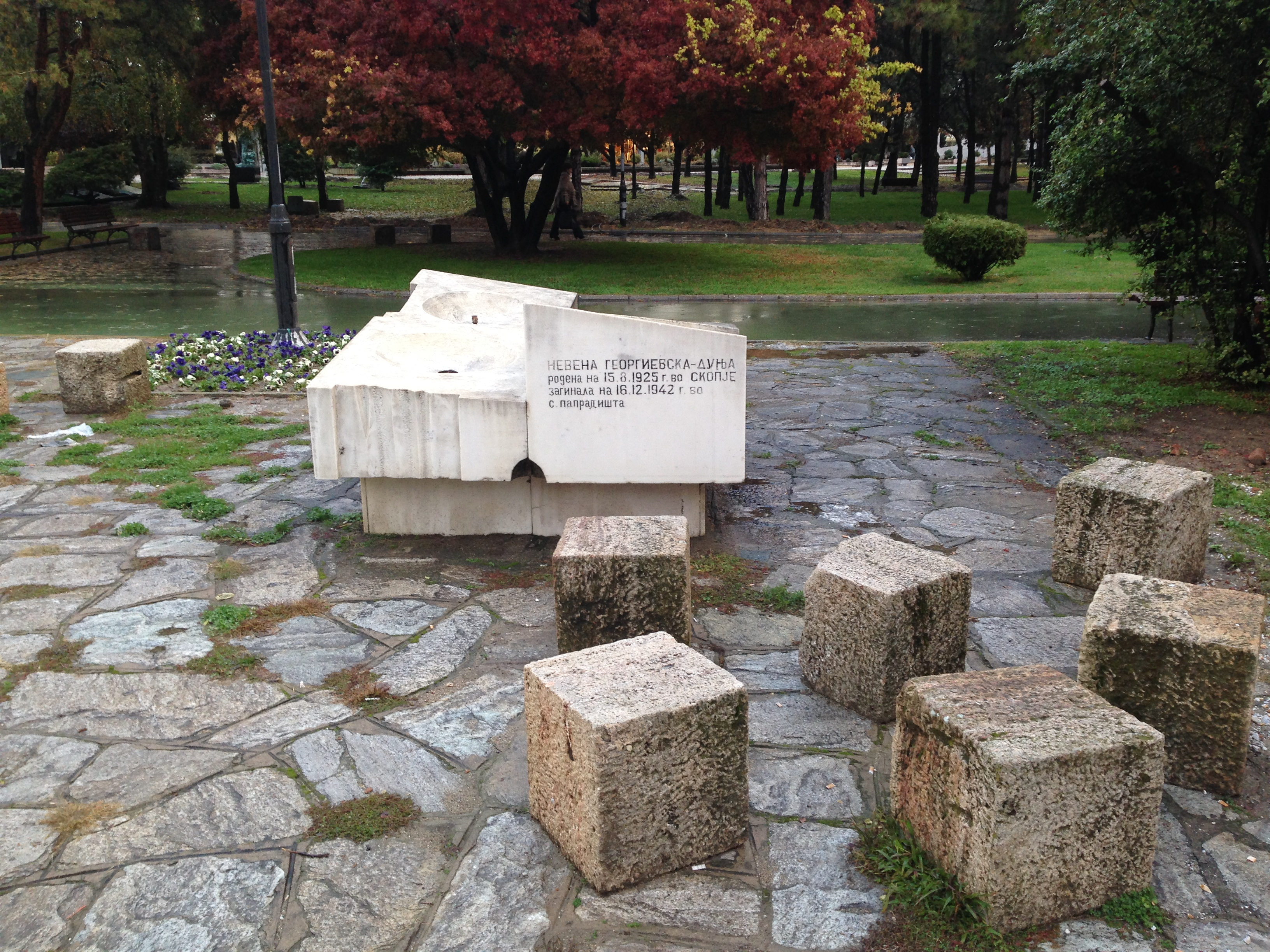
Памятник в Женском парке в Скопье
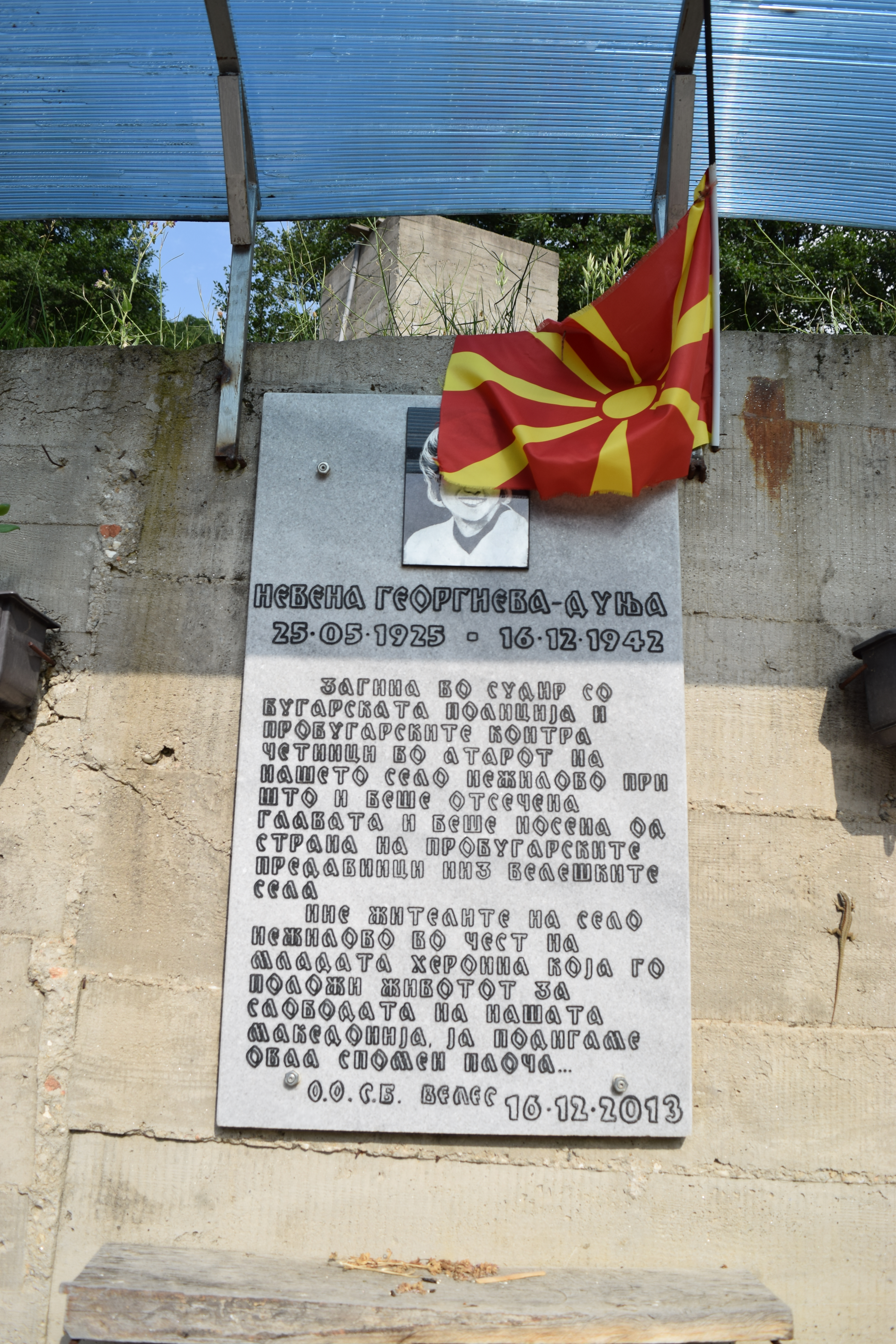
Мемориальная табличка в селе Нежилово